# Dunningen
Dunningen è un comune tedesco di 6 039 abitanti, situato nel land del Baden-Württemberg.